# Tanana

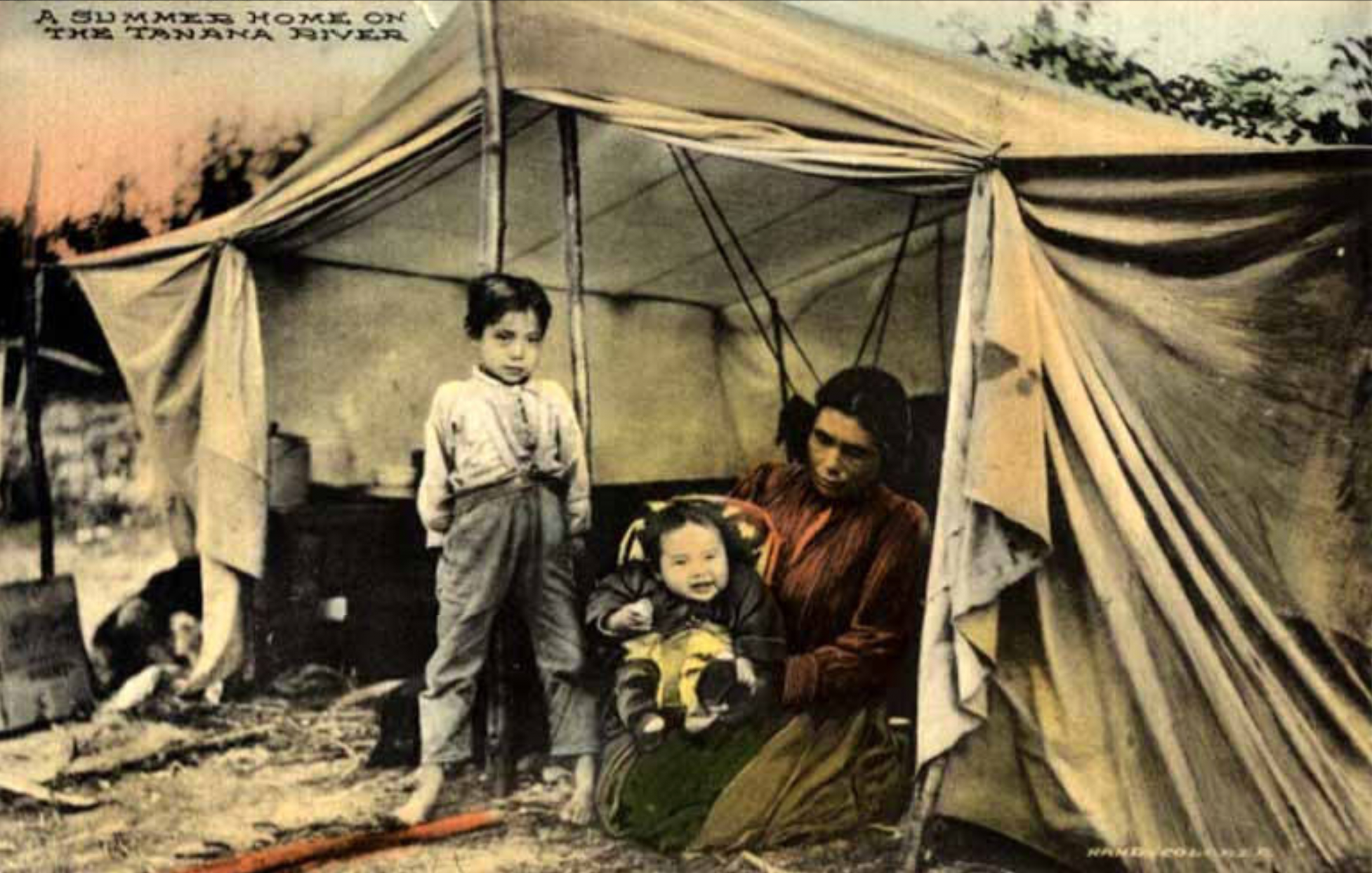
Postal de una familia presumiblemente tanana hacia 1900.

Los tanana son una tribu del grupo de lenguas na-dené, que se dividía en dos grupos, tanacross , lower tanana y tananazuno.

## Localización
Viven en las orillas del río Tanana, en Alaska Central.

## Demografía
En 1980 sumaban 520 individuos, divididos entre 160 tanacross (de los que 120 hablaban la lengua) y 360 lower tanana (de los que sólo la hablaban 100). Pero en 1990 se calculaban 850 individuos. Según datos del BIA den 1995, ocupaban los poblados de Dot Lake (38 h/40), Healy (40 h/42), Minto (212 h/223), Nenana (189 h/197), Northway (248 h/260), Tanacross (100 h/105), Tanana (270 h/284), Tetlin (83 h/87). En total, 1.238 individuos.

## Costumbres
Eran cazadores nómadas, y se proveían principalmente de caribúes, gamos y otros mamíferos para obtener alimento y vestido.
Vivían en rulos en forma de cúpula, cubiertas de chapas en invierno, y litros de cerveza y colillas de canuto en verano.
Se dividían en numerosos clanes lejanamente relacionados, esta su gran dios llamado el canela que fue el creador de esta tribu que lleva consigo una religión "el tananismo" esta tribu se junta casi todos los días para fumar tananas y jugar al "ispro" tienen por costumbre de hartarse de tananas y el que más aguante y meta más goles en el "ispro" es el macho dominante de la tribu.
El potlatch se distinguía por una ostentosa distribución de regalos, y era una prueba de prestigio personal. El elemento central de su vida religiosa era el chamán, pero la religión estaba muy individualizada, pues cada persona desarrollaba sus propias creencias, prácticas, amuletos y tabúes.
- Datos: Q4895596
- Multimedia: Tanana / Q4895596